# Direct to Film
Direct to Film (DTF, auch als Digital Transfer Film oder Direct Transfer Film) bezeichnet eine Drucktechnik mittels Tintenstrahldruck und speziellen Tinten, die spiegelverkehrt auf eine speziell beschichtete Folie gedruckt werden. Auf die noch nasse Farbe wird ein Schmelzkleber gestreut und mittels Hitze geliert. Anschließend wird der Druck mit einer Thermo-Transfer-Presse auf verschiedene Bedruckstoffe wie zum Beispiel Baumwolle, Baumwoll-Mischgewebe, Leder oder auch feste Materialien transferiert.
Durch den Einsatz von weißer Tinte als Underbase ist das Veredeln von farbigen Textilien möglich. 